# Prvenstvo Hrvatske u vaterpolu 2017./18.
Ovo je 27. izdanje hrvatskog vaterpolskog prvenstva. Svih devet momčadi koje su nastupale u Jadranskoj ligi išlo je u doigravanje za naslov prvaka Hrvatske. Svoj treći uzastopni i ukupno četrnaesti naslov nadmoćno je osvojio dubrovački Jug.

## Sudionici
prema plasmanu u A-1 i A-2 ligi u Jadranskoj ligi za 2017./18. 
- Jug Croatia Osiguranje – Dubrovnik
- Mladost – Zagreb
- Jadran – Split
- Mornar Brodospas – Split
- OVK POŠK – Split
- Primorje Erste Banka – Rijeka
- Medveščak – Zagreb
- Solaris – Šibenik
- Zadar 1952 – Zadar

## Rezultati
– domaća utakmica za klub1 

     – gostujuća utakmica za klub1

| Za ulazak u četvrtzavršnicu | Za ulazak u četvrtzavršnicu | Za ulazak u četvrtzavršnicu | Za ulazak u četvrtzavršnicu | Za ulazak u četvrtzavršnicu |
| klub1                       | ukupno                      | klub2                       | ut.1                        | ut.2                        |
| --------------------------- | --------------------------- | --------------------------- | --------------------------- | --------------------------- |
| Zadar 1952                  | 13:27                       | Solaris                     | 5:11                        | 8:16                        |

| Četvrtzavršnica | Četvrtzavršnica | Četvrtzavršnica | Četvrtzavršnica | Četvrtzavršnica |
| klub1           | ukupno          | klub2           | ut.1            | ut.2            |
| --------------- | --------------- | --------------- | --------------- | --------------- |
| Solaris         | 13:31           | Jug CO          | 6:17            | 7:14            |
| Primorje EB     | 18:28           | Jadran          | 10:10           | 8:18            |
| OVK POŠK        | 13:23           | Mornar BS       | 6:13            | 7:10            |
| Medveščak       | 5:39            | Mladost         | 3:20            | 2:19            |

| Poluzavršnica | Poluzavršnica | Poluzavršnica | Poluzavršnica | Poluzavršnica |
| klub1         | ukupno        | klub2         | ut.1          | ut.2          |
| ------------- | ------------- | ------------- | ------------- | ------------- |
| Jug CO        | 28:15         | Mornar BS     | 13:7          | 15:8          |
| Mladost       | 23:14         | Jadran        | 12:5          | 11:9          |

| Za 5. do 8. mjesta | Za 5. do 8. mjesta | Za 5. do 8. mjesta | Za 5. do 8. mjesta | Za 5. do 8. mjesta |
| klub1              | ukupno             | klub2              | ut.1               | ut.2               |
| ------------------ | ------------------ | ------------------ | ------------------ | ------------------ |
| Solaris            | 27:16              | OVK POŠK           | 16:5               | 11:11              |
| Medveščak          | 14:28              | Primorje EB        | 6:15               | 8:13               |

| klub1        | pob-por      | klub2        | ut.1         | ut.2         | ut.3         | ut.4         | !ut.5        |
| za 3. mjesto | za 3. mjesto | za 3. mjesto | za 3. mjesto | za 3. mjesto | za 3. mjesto | za 3. mjesto | za 3. mjesto |
| ------------ | ------------ | ------------ | ------------ | ------------ | ------------ | ------------ | ------------ |
| Jadran       | 2-0          | Mornar BS    | 16:8         | 6:5          |              |              |              |
|              |              |              |              |              |              |              |              |
| za prvaka    |              |              |              |              |              |              |              |
| Jug CO       | 3-1          | Mladost      | 14:5         | 5:6          | 12:10        | 9:4          |              |

| klub1        | ukupno       | klub2        | ut.1         | ut.2         |
| Za 7. mjesto | Za 7. mjesto | Za 7. mjesto | Za 7. mjesto | Za 7. mjesto |
| ------------ | ------------ | ------------ | ------------ | ------------ |
| Medveščak    | 10:22        | OVK POŠK     | 5:13         | 5:9          |
|              |              |              |              |              |
| za 5. mjesto |              |              |              |              |
| Solaris      | 19:20        | Primorje EB  | 9:13         | 10:7         |

## Kvalifikacije

### Prva utakmica
| 7. travnja 2018. | Izvješće | Zadar 1952                         | 5 – 11    | Solaris            | Suci: Matijević, Gavrilović |
| 7. travnja 2018. | Izvješće | Po četvrtinama: 0:3, 2:3, 1:2, 2:3 |           |                    | Suci: Matijević, Gavrilović |
| 7. travnja 2018. | Izvješće | Vrbnjak 2                          | Strijelci | četiri igrača po 2 | Suci: Matijević, Gavrilović |

### Druga utakmica
| 11. travnja 2018. | Izvješće | Solaris                            | 16 – 8    | Zadar 1952 | Suci: Prančić, Tiozzo |
| 11. travnja 2018. | Izvješće | Po četvrtinama: 3:0, 6:5, 2:1, 5:2 |           |            | Suci: Prančić, Tiozzo |
| 11. travnja 2018. | Izvješće | dva igrača po 3                    | Strijelci | Vrbnjak 3  | Suci: Prančić, Tiozzo |

## Četvrtzavršnica

### Prve utakmice
| 21. travnja 2018. 18:00 | Izvješće | Solaris                            | 6 – 17    | Jug      | Suci: Sivčević, Tiozzo |
| 21. travnja 2018. 18:00 | Izvješće | Po četvrtinama: 1:3, 2:5, 1:4, 2:5 |           |          | Suci: Sivčević, Tiozzo |
| 21. travnja 2018. 18:00 | Izvješće | šest igrača po 1                   | Strijelci | Garcia 4 | Suci: Sivčević, Tiozzo |

| 21. travnja 2018. 19:30 | Izvješće | Primorje                           | 10 – 10   | Jadran ST       | Suci: Vlašić, Gavrilović |
| 21. travnja 2018. 19:30 | Izvješće | Po četvrtinama: 2:3, 2:2, 4:3, 2:2 |           |                 | Suci: Vlašić, Gavrilović |
| 21. travnja 2018. 19:30 | Izvješće | Rakovac 3                          | Strijelci | tri igrača po 2 | Suci: Vlašić, Gavrilović |

| 21. travnja 2018. 19:00 | Izvješće | OVK POŠK                           | 6 – 13    | Mornar  | Suci: Štampalija, Radičević |
| 21. travnja 2018. 19:00 | Izvješće | Po četvrtinama: 0:3, 2:5, 2:3, 2:2 |           |         | Suci: Štampalija, Radičević |
| 21. travnja 2018. 19:00 | Izvješće | Vukić 3                            | Strijelci | Burić 3 | Suci: Štampalija, Radičević |

| 21. travnja 2018. 19:45 | Izvješće | Medveščak                          | 3 – 20    | Mladost | Suci: Franulović, Čipčić |
| 21. travnja 2018. 19:45 | Izvješće | Po četvrtinama: 1:6, 2:6, 0:5, 0:3 |           |         | Suci: Franulović, Čipčić |
| 21. travnja 2018. 19:45 | Izvješće | tri igrača po 1                    | Strijelci | Bašić 5 | Suci: Franulović, Čipčić |

### Druge utakmice
| 22. travnja 2018. 13:00 | Izvješće | Jug                                | 14 – 7    | Solaris         | Suci: Prančić, Kuzmanić |
| 22. travnja 2018. 13:00 | Izvješće | Po četvrtinama: 4:1, 5:2, 3:2, 2:2 |           |                 | Suci: Prančić, Kuzmanić |
| 22. travnja 2018. 13:00 | Izvješće | dva igrača po 3                    | Strijelci | dva igrača po 2 | Suci: Prančić, Kuzmanić |

Ukupni rezultat je Jug 31:13 Solaris.
| 25. travnja 2018. 21:00 | Izvješće | Jadran ST                          | 18 – 8    | Primorje | Suci: Jović, Blašković |
| 25. travnja 2018. 21:00 | Izvješće | Po četvrtinama: 5:0, 4:2, 4:3, 5:3 |           |          | Suci: Jović, Blašković |
| 25. travnja 2018. 21:00 | Izvješće | Marinić-Kragić 5                   | Strijelci | Čunko 3  | Suci: Jović, Blašković |

Ukupni rezultat je Jadran ST 28:18 Primorje.
| 25. travnja 2018. 19:30 | Izvješće | Mornar                             | 10 – 7    | OVK POŠK        | Suci: Savinović, Rak |
| 25. travnja 2018. 19:30 | Izvješće | Po četvrtinama: 3:3, 2:2, 4:0, 1:2 |           |                 | Suci: Savinović, Rak |
| 25. travnja 2018. 19:30 | Izvješće | Dužević 4                          | Strijelci | dva igrača po 2 | Suci: Savinović, Rak |

Ukupni rezultat je Mornar 23:13 OVK POŠK.
| 25. travnja 2018. 20:30 | Izvješće | Mladost                            | 19 – 2    | Medveščak       | Suci: Rončević, Copić |
| 25. travnja 2018. 20:30 | Izvješće | Po četvrtinama: 3:1, 5:0, 5:0, 6:1 |           |                 | Suci: Rončević, Copić |
| 25. travnja 2018. 20:30 | Izvješće | Bašić 4                            | Strijelci | dva igrača po 1 | Suci: Rončević, Copić |

Ukupni rezultat je Mladost 39:5 Medveščak.

## Poluzavršnica

### Prve utakmice
| 2. svibnja 2018. 19:00 | Izvješće | Jug                                | 13 – 7    | Mornar  | Suci: Gašpardi, Matijević |
| 2. svibnja 2018. 19:00 | Izvješće | Po četvrtinama: 5:3, 3:0, 3:3, 2:1 |           |         | Suci: Gašpardi, Matijević |
| 2. svibnja 2018. 19:00 | Izvješće | četiri igrača po 2                 | Strijelci | Ćalić 3 | Suci: Gašpardi, Matijević |

| 2. svibnja 2018. 20:30 | Izvješće | Mladost                            | 12 – 5    | Jadran ST | Suci: Bura, Štampalija |
| 2. svibnja 2018. 20:30 | Izvješće | Po četvrtinama: 2:0, 2:1, 4:1, 4:3 |           |           | Suci: Bura, Štampalija |
| 2. svibnja 2018. 20:30 | Izvješće | Bukić 4                            | Strijelci | Marelja 2 | Suci: Bura, Štampalija |

### Druge utakmice
| 6. svibnja 2018. 20:00 | Izvješće | Mornar                             | 8 – 15    | Jug             | Suci: Bura, Copić |
| 6. svibnja 2018. 20:00 | Izvješće | Po četvrtinama: 0:4, 3:5, 3:3, 2:3 |           |                 | Suci: Bura, Copić |
| 6. svibnja 2018. 20:00 | Izvješće | Živković 3                         | Strijelci | tri igrača po 3 | Suci: Bura, Copić |

Ukupni rezultat je Jug 28:15 Mornar.
| 6. svibnja 2018. 18:30 | Izvješće | Jadran ST                          | 9 – 11    | Mladost         | Suci: Savinović, Rak |
| 6. svibnja 2018. 18:30 | Izvješće | Po četvrtinama: 3:1, 3:2, 2:3, 1:5 |           |                 | Suci: Savinović, Rak |
| 6. svibnja 2018. 18:30 | Izvješće | Milardović 3                       | Strijelci | dva igrača po 4 | Suci: Savinović, Rak |

Ukupni rezultat je Mladost 23:14 Jadran ST.

## Završnica

### Prva utakmica
| 16. svibnja 2018. 18:00 | Izvješće | Jug                                | 14 – 5    | Mladost         | Suci: Bura, Franulović |
| 16. svibnja 2018. 18:00 | Izvješće | Po četvrtinama: 3:0, 4:1, 3:2, 4:2 |           |                 | Suci: Bura, Franulović |
| 16. svibnja 2018. 18:00 | Izvješće | tri igrača po 3                    | Strijelci | dva igrača po 2 | Suci: Bura, Franulović |

### Druga utakmica
| 19. svibnja 2018. 18:00 | Izvješće | Mladost                            | 6 – 5     | Jug      | Suci: Tiozzo, Štampalija |
| 19. svibnja 2018. 18:00 | Izvješće | Po četvrtinama: 0:2, 0:1, 3:1, 3:1 |           |          | Suci: Tiozzo, Štampalija |
| 19. svibnja 2018. 18:00 | Izvješće | dva igrača po 2                    | Strijelci | Garcia 2 | Suci: Tiozzo, Štampalija |

### Treća utakmica
| 22. svibnja 2018. 18:00 | Izvješće | Jug                                | 12 – 10   | Mladost | Suci: Periš, Prančić |
| 22. svibnja 2018. 18:00 | Izvješće | Po četvrtinama: 3:2, 3:0, 2:2, 4:6 |           |         | Suci: Periš, Prančić |
| 22. svibnja 2018. 18:00 | Izvješće | Garcia 3                           | Strijelci | Bukić 4 | Suci: Periš, Prančić |

### Četvrta utakmica
| 30. svibnja 2018. 18:00 | Izvješće | Mladost                            | 4 – 9     | Jug      | Suci: Štampalija, Prančić |
| 30. svibnja 2018. 18:00 | Izvješće | Po četvrtinama: 1:3, 0:2, 1:1, 2:3 |           |          | Suci: Štampalija, Prančić |
| 30. svibnja 2018. 18:00 | Izvješće | četiri igrača po 1                 | Strijelci | Lončar 4 | Suci: Štampalija, Prančić |

Ukupni rezultat je Jug 3:1 Mladost.

## Konačni poredak
| mj. | klub                             | ut | pob | ner | por | gol+ | gol- |
| --- | -------------------------------- | -- | --- | --- | --- | ---- | ---- |
| 1.  | Jug Croatia Osiguranje Dubrovnik | 8  | 7   | 0   | 1   | 99   | 53   |
| 2.  | Mladost Zagreb                   | 8  | 5   | 0   | 3   | 87   | 59   |
|     |                                  |    |     |     |     |      |      |
| 3.  | Jadran Split                     | 6  | 3   | 1   | 2   | 64   | 54   |
| 4.  | Mornar Brodospas Split           | 6  | 2   | 0   | 4   | 51   | 63   |
|     |                                  |    |     |     |     |      |      |
| 5.  | Primorje Erste Banka Rijeka      | 6  | 3   | 1   | 2   | 66   | 61   |
| 6.  | Solaris Šibenik                  | 8  | 4   | 1   | 3   | 86   | 80   |
|     |                                  |    |     |     |     |      |      |
| 7.  | OVK POŠK Split                   | 6  | 2   | 1   | 3   | 51   | 60   |
| 8.  | Medveščak Zagreb                 | 6  | 0   | 0   | 6   | 29   | 89   |
|     |                                  |    |     |     |     |      |      |
| 9.  | Zadar 1952                       | 2  | 0   | 0   | 2   | 13   | 27   |

## Najbolji strijelci
strijelci 10 i više pogodaka 
| | |
| - 21 gol - Andrija Vlahović (Solaris) - 18 golova - Antonio Buha (Mornar BS) - 16 golova - Luka Bukić (Mladost) - 15 golova - Javier Garcia Gadea (Jug CO) - 14 golova - Koba Kintsurashvili (Solaris) - Josip Petković (Solaris) - 13 golova - Andrija Bašić (Mladost) | - 12 golova - Loren Fatović (Jug CO) - Maro Joković (Jug CO) - Cosmin Alexandru Radu (Mladost) - Roko Pelicarić (Solaris) - 11 golova - Jerko Marinić-Kragić (Jadran) - Lovre Miloš (Mladost) - 10 golova - Luka Lončar (Jug CO) - Viktor Rašović (Jug CO) - Pavo Marković (Mladost) - Lovro Paparić (Primorje EB) |

## Unutrašnje poveznice
- 1. B HVL 2018.
- 3. HVL 2018.
- Hrvatski kup 2017.
- Jadranska liga 2017./18.

## Vanjske poveznice
- hvs.hr